# 2004 w polityce
Wydarzenia polityczne w 2004 roku.

## Styczeń
- 5 stycznia – Micheil Saakaszwili został prezydentem Gruzji[1].

## Luty
- 9 lutego – w związku z aferą starachowicką do sądu trafił akt oskarżenia przeciwko trzem posłom Sojuszu Lewicy Demokratycznej: Henrykowi Długoszowi, Andrzejowi Jagielle i Zbigniewowi Sobotce[1].
- 11 lutego – zmarł pułkownik Ryszard Kukliński[1].

## Marzec
- 6 marca – nowym szefem SLD został Krzysztof Janik[1].
- 14 marca – wybory prezydenckie w Rosji wygrał Władimir Putin[1].
- 26 marca – Marek Borowski ogłosił powstanie centrolewicowej partii Socjaldemokracja Polska[2].
- 29 marca – państwami członkowskimi NATO stały się: Bułgaria, Estonia, Łotwa, Litwa, Rumunia, Słowacja i Słowenia[3].

## Kwiecień
- 5 kwietnia – Sejmowa komisja śledcza ds. afery Rywina przegłosowała jako ostateczne sprawozdanie ze swoich prac wersję Anity Błochowiak[1].
- 26 kwietnia – Lew Rywin został skazany na 2,5 roku więzienia i grzywnę w wysokości 100 tys. zł za oszustwo[1].
- 28 kwietnia – w Warszawie odbył się Europejski Szczyt Gospodarczy[4].
- Media ujawniły, iż w więzieniu Abu Ghurajb amerykańscy żołnierze torturowali irackich więźniów[5].

## Maj
- 1 maja – do Unii Europejskiej przystąpiło 10 nowych państw: Estonia, Łotwa, Litwa, Polska, Czechy, Słowacja, Węgry, Słowenia, Malta i Cypr[6].
- 2 maja – Leszek Miller podał się do dymisji; prof. Marek Belka został zaprzysiężony jako premier Polski[6].
- 28 maja – Sejm przyjął raport Zbigniewa Ziobry w sprawie afery Rywina[1].

## Czerwiec
- 13 czerwca – w Polsce odbyły się wybory do Parlamentu Europejskiego[1].
- 17 czerwca – zmarł Jacek Kuroń, polski działacz polityczny i społeczny, współzałożyciel Komitetu Obrony Robotników, współtwórca porozumień Okrągłego Stołu oraz poseł na Sejm[7].
- 24 czerwca – Sejm udzielił rządowi Marka Belki wotum zaufania[1].
- 28 czerwca – formalnie zakończyła się okupacja Iraku przez Stany Zjednoczone[1].

## Lipiec
- 1 lipca:
  - w Iraku odbyły się pierwsze przesłuchania w procesie Saddama Husajna[8];
  - ponad 200 tys. mieszkańców Hongkongu demonstrowało w obronie demokracji w siódmą rocznicę przejęcia tego miasta przez Chińską Republikę Ludową[9].
- 5 lipca – Australia i Tajlandia podpisały umowę o wolnym handlu[10].
- 6 lipca – Józef Gruszka (PSL) został wybrany przewodniczącym Komisji śledczej w sprawie PKN Orlen na jej pierwszym posiedzeniu[11].
- 8 lipca – poseł Andrzej Pęczak utracił immunitet[1].
- 14 lipca – Prezydent Jacques Chirac ogłosił przeprowadzenie we Francji referendum dotyczącego ratyfikacji traktatu konstytucyjnego UE w 2005 roku[12].
- 29 lipca – Amerykański senator John Kerry został formalnie zatwierdzony, jako kandydat partii demokratycznej na prezydenta w wyborach 2 listopada[13].
- 30 lipca – Sejm Polski przyjął ustawę zdrowotną[1].

## Wrzesień
- 1–3 września – czeczeńscy terroryści zaatakowali atak na szkołę w Biesłanie. W wyniku ataku zginęło 338 osób[6].
- 26 września – Marek Dochnal został zatrzymany i oskarżony o wręczenie łapówki Andrzejowi Pęczakowi[1].

## Październik
- 8 października – Pokojową Nagrodę Nobla otrzymała Wangari Maathai[14].
- 9 października – Hamid Karzaj wygrał wybory prezydenckie w Afganistanie[1].
- 17 października – odbyło się referendum na Białorusi, zgodnie z którym zniesiono limit kadencji prezydenta Białorusi[15].
- 29 października – w Rzymie europejscy przywódcy podpisali Traktat ustanawiający Konstytucję dla Europy[16].
- 31 października – odbyła się I tura wyborów prezydenckich na Ukrainie. Do drugiej tury dostali się: Wiktor Juszczenko oraz Wiktor Janukowycz[6].

## Listopad
- 2 listopada – Republikanin George W. Bush został wybrany na drugą kadencję na stanowisko prezydenta USA[6].
- 11 listopada – zmarł przywódca Autonomii Palestyńskiej Jasir Arafat[6].
- 18 listopada – Parlament Europejski zaakceptował nową Komisję Europejską pod przewodnictwem José Manuel Durão Barroso[1].
- 19 listopada – Sejm wyraził zgodę na zatrzymanie oraz tymczasowe aresztowanie posła SLD Andrzeja Pęczaka. Kilka godzin później poseł został wykluczony z partii[17].
- 21 listopada – zakończyła się druga tura wyborów prezydenckich na Ukrainie. Wybory zostały sfałszowane przez obóz władzy, który obsadził na stanowisko Wiktora Janukowycza. Początek pomarańczowej rewolucji[18].
- 24 listopada – Ukraińska Centralna Komisja Wyborcza oficjalnie ogłosiła Wiktora Janukowycza zwycięzcą wyborów prezydenckich. Podpisania ostatecznego protokołu odmówiło czterech członków komisji. Prawomocność wyborów kwestionowana była na Ukrainie i na świecie. Wyborów nie uznały między innymi Stany Zjednoczone[19].
- 24 listopada – w związku z wyborem 18 listopada senatora Ryszarda Sławińskiego do KRRiT Prezydent zarządził wybory uzupełniające do Senatu w województwie wielkopolskim (okręg Konin) na dzień 16 stycznia 2005 roku[20].
- 30 listopada – Jan Kulczyk stanął przed sejmową komisją ds. PKN Orlen[1].

## Grudzień
- 3 grudnia – ukraiński Sąd Najwyższy unieważnił wyniki II tury wyborów prezydenckich[1].
- 10 grudnia – Sąd Apelacyjny w Warszawie skazał Lwa Rywina na 2 lata więzienia za pomoc w płatnej protekcji ze strony nieustalonej grupy osób, zmieniając wyrok z 26 kwietnia[1].
- 18 grudnia – Józef Oleksy został nowym przewodniczącym SLD. Podczas III Kongresu partii pokonał Krzysztofa Janika i Krzysztofa Martensa[21].
- 26 grudnia – powtórzono drugą turę wyborów prezydenckich na Ukrainie, które zwyciężył Wiktor Juszczenko[18].